# فاضل خليل
فاضل خليل رشيد إسماعيل البياتي (10 تموز 1946 - 8 تشرين الأول 2017) ممثل عراقي، ومخرج مسرحي، له أعمال تمثيلية ومسرحية كثيرة خلال 5 عقود، وأخرج 20 مسرحيةً، وكتب تمثيليات وبرامج إذاعية، وكتب بحوثاً ودراسات وكتباً، وعيّنَ لمناصب إدارية متعلقة بالثقافة، منها أستاذ السمعية والمرئية في كلية الفنون الجميلة، ثم عميد للكلية من سنة 1993 حتى 2001، ثم مدير عام لدائرة السينما والمسرح، ثم مدير عام ديوان وزار لثقافة، اشترك في مهرجانات ثقافية وأدبية عراقية وعربية وعالمية، وُلدَ في محافظة ميسان، وبدأ درساته في كلية الفنون الجميلة سنة 1966 ببغداد وتخرج منها، وكان من أساتذته إبراهيم جلال فاستلهم منه فاضل فلسفة الانشقاق على السائد المسرحي والتجديد في الشكل والاعتماد على النصوص العراقية انطلاقاً به نحو العالمية، ثم تخرج من كلية الفنون حاصلاً على شهادة البكلوريوس سنة 1970، ثم دبلوم عالي في الإخراج المسرحي سنة 1979 أو 1980، وكان عنوان بحثه للتخرج (المسرح العربي الحديث والتراث)، ثم نالَ شهادة الماجستير من جامعة بغداد، ثم حصل على الدكتوراة في الإخراج والعلوم المسرحية من بلغاريا سنة 1985، وكان المشرف عليه هناك فيليب فيليبوف، مخرجٌ مسرحيٌّ بلغاريّ كبير. من أقوال فاضل خليل في منهجه المسرحي "لطالما الحياة واقعية فكل ما حولنا واقعي مشروط بالمعرفة وعدم الغموض حتى التجريب يجب أن يكون مفهوماً"، وقال يوسف العاني "يذكرنا فاضل بأعمال كبيرة في سياق مسرحنا العراقي، مسرحية بعد أخرى كانت تتراءى أمامي لتؤكد أن فاضل خليل هو حصيلة تجربة هذا المسرح العريق وهو ابنه البار وهو المبدع والجاد فيه وهو الحالم في أن يظل العطاء متقداً رحباً، الفرحُ فيه فرحٌ إنسانيٌ يملأ النفس والقلب بلا وقاحة"، كانت مسرحية حلّاق بغداد أولى مسرحياته بعد عودته سفره الدراسي إلى بلغاريا، وقال فاضل عنه نفسه "إنه هو التجريبي وإذا كان قد ترك ساحة التجريب فإنه عائد إليها". وأعاد فاضل إخراج مسرحية الشريعة سنة 1988 وكانت أحداث المسرحية بين 23 شباط 1948 حتى 1 حزيران 1949. عمل فاضل في نادي الزوراء نائباً للهيئة الإدارية للنادي، وسئل عن علاقة الرياضة بالفن فقال "في كليهما صراع يخرج الإنسان المتفرج مغسولاً نتيجة ذلك الصراع أو متطهراً من خلال وقفته مع فريقه أو بطله المسرحي أو ما يسميه أرسطو بالتطهير، وهنا أقول إن جمهور المسرح لا يستطيع أن يعبر عن مشاعره بصوت عالي وجمهور الرياضة بمقدوره أن يفعل ذلك وبحماسة".

## الأسرة والنشأة
كان خليل رشيد أبو فاضل قاصّاً أديباً في مدينة العمارة، وصفه الصحفي العراقي سلام مافر فقال "وكان صالون حلاقة القاص خليل رشيد ديوانا ثقافيا، يجمع الافندية والنخبة الثقافية في المدينة الوادعة، بجامعها الكبير في السوق، نهاية شارع المعارف، وكنيسها اليهودي في شارع التوراة، وكنيستها ليس بعيدا عن عيادة الطبيبين دَاوُدَ كباي ونجيب جبري". ثم انتقل خليل رشيد من العمارة إلى الناصرية في أواخر الخمسينات الميلادية، ومعه ابنه خليل حيث بدأ خليل نشاطه التصويري والمسرحي هناك، وتأثر بالفنانين العائدين من بغداد إلى الناصرية كمحسن العزاوي وعبد الرحمن مجيد الربيعي وعزيز عبد الصاحب ومهدي السماوي وحسين الهلالي واسماعيل فتاح، تزوج فاضل خليل، وله خمسة أولاد، معمر وتميم وعدي وخليل وسماء.

## أعماله
| المسرحية           | السنة               |
| الرهان             |                     |
| خيط البريسم        | 1986                |
| الشريعة            | 1988م               |
| سالومي             |                     |
| عطيل كما أراه      |                     |
| الباب القديم       |                     |
| مائة عام من المحبة |                     |
| فرجة               |                     |
| حلاق بغداد         | 1987                |
| احتفالية الصعاليك  |                     |
| مسرحية اللعبة      | 19 تشرين الأول 1988 |
| أوديب              | 1961                |
| ثورة على الاقطاع   | 1963                |
| اكازو              |                     |
| النخلة والجيران    | 1969                |
| المفتاح            |                     |
| تموز يقرع الناقوس  |                     |
| الخرابة            |                     |
| قمر من دم          | 1992                |
| في أعالي الحب      | 1998                |
| سيدرا              | 1999                |

| النخلة والجيران | 1969 |
| الملك هو الملك  |      |

## جوائزه
- جائزة الإخراج عن مسرحية (الملك هو الملك) من مهرجان المسرح العراقى عام 1979.
- جائزة الإخراج عن مسرحية (فُرجة مسرحية) من مهرجان الشباب العربي في السودان عام 1987.[17]
- جائزة التانيت الذهبي لمهرجان قرطاج المسرحي في تونس سنة 2001 عن مسرحية (سيدرا).[18]

## كتابات
- المخرج ودينامية الحياة في المسرح.[19]
- الواقعية الخيالية في المسرح العراقي.[16]

## وفاته
نُقل إلى مستشفى اليرموك في العاصمة بغداد، بعد وعكة صحية، فتوفي هناك في صباح يوم 8 تشرين الأول سنة 2017، ونعاه وزير الثقافة إذ قال "تلقينا ببالغ الحزن والأسى نبأ وفاة الفنان الكبير الدكتور فاضل خليل، الذي حفلت مسيرته الفنية بالإبداع والتألق، والذى بقيت أعماله خالدة في الذاكرة العراقية وفى عقول وقلوب العراقيين، برحيله خسر الوسط الفني والثقافي أحد عمالقته الكبار، لقد رحل إلى الرفيق الأعلى لكنه سيبقى بيننا بأعماله وإبداعه".

## روابط خارجية
- فاضل خليل على موقع قاعدة بيانات الأفلام العربية